# Airaldi (cognome)
Airaldi è un cognome di lingua italiana.

## Varianti
Airaldo, Airaudo, Airoldi, Araldi, Ariaudo, Aroldi, Da Rold, Da Rolt.

## Origine e diffusione
Il cognome è prevalentemente settentrionale.
Potrebbe derivare dal prenome Airaldo.
La variante Airoldi e Araldi sono lombardi; Airaudo e Ariaudo sono piemontesi; Da Rold e Da Rolt sono bellunesi.

## Persone
- Luigi Airaldi, ex ciclista su strada italiano